# Iglino
Iglino (ros. Иглино́, baszk. Иглин) – wieś (ros. село, trb. sieło) w Rosji, w Baszkortostanie. W 2021 roku liczyła 31 169 mieszkańców.